# Corsicana, Texas
Corsicana là một thành phố thuộc quận Navarro, tiểu bang Texas, Hoa Kỳ. Năm 2010, dân số của xã này là 23770 người.

## Dân số
- Dân số năm 2000: 24485 người.
- Dân số năm 2010: 23770 người.